# Morfasso
Morfasso (en llengua emiliana: Murfàss; localment Murfèss) és un comune (municipi) de la província de Piacenza, a la regió italiana d'Emília-Romanya, situat a uns 130 quilòmetres a l'oest de Bolonya i a uns 35 quilòmetres al sud de Piacenza. A 31 de desembre de 2011, tenia una població de 1.090 habitants i una superfície de 83,6 quilòmetres quadrats.
El municipi de Morfasso conté les subdivisions (principalment pobles i llogarets) de Rusteghini, Greghi, Casali, Monastero, Pedina, San Michele, Sperongia i Teruzzi.
Morfasso limita amb els municipis següents: Bardi, Bettola, Bore, Farini, Gropparello, Lugagnano Val d'Arda i Vernasca.